# 吳東運
吳東運（韓語：오동운，1969年8月15日—）是韩国法律工作者，也是高级公职人员犯罪调查处第二任处长。本贯咸陽吳氏。
吳東運是家中三个儿子和两个女儿中最小的一个。他毕业于首尔大学德语系，并在首尔大学研究生院就读期间于1995年通过了第37届司法考试。
1998年从第27期司法研修院毕业后，在釜山地方法院开始法官生涯。之后，他曾担任蔚山地方法院、仁川地方法院、首尔中央地方法院、首尔高等法院和首尔西部地方法院的法官。 2013年升任部长法官，曾任蔚山地方法院、水原地方法院城南分院部长法官。 2017年辞去法官职务后，在金星律师事务所担任律师。
2024年4月26日，被总统尹锡悦提名为高级公职人员犯罪调查处第二任处长。在5月17日举行人事听证会后，尹锡悦于2024年5月21日采纳人事听证报告，正式任命他为高级公职人员犯罪调查处第二任处长 。

## 教育
- 1988年：洛東高等學校毕业
- 1992年：首尔大学人文学院德语语言文学学士学位
- 2008年：首尔大学研究生院法学硕士

## 个人历史
- 1995年：通过第37届律师资格考试
- 1998年：司法研修院第27期结业
- 1998年2月-2000年2月：釜山地方法院实习法官
- 2000年3月-2002年2月：釜山地方法院法官
- 2002年2月-2003年2月：蔚山地方法院法官
- 2003年2月-2006年2月：仁川地方法院法官
- 2006年2月-2008年2月：首尔南部地方法院法官
- 2008年2月-2009年2月：首尔中央地方法院法官
- 2008年6月-2008年11月：派遣至统一部
- 2009年2月-2012年2月：首尔高等法院法官
- 2010年2月-2012年2月：派遣至向宪法法院
- 2012年2月-2013年2月：首尔西部地方法院法官
- 2013年2月-2016年2月：蔚山地方法院部长法官
- 2016年2月-2017年2月：水原地方法院城南分院部长法官
- 2017年2月-2024年5月：金星律师事务所（有限公司）律师
- 2017年9月-2019年8月：城东税务署国税审查委员会委员
- 2019年4月-2022年4月：仁川地方税务局税法顾问
- 2019年10月-2021年9月：城东税务署国税审查委员会委员
- 2024年5月：高级公职人员犯罪调查处处长 [2]